# Royal Rumble (2016)
Royal Rumble (2016) było galą profesjonalnego wrestlingu wyprodukowaną przez federację WWE, którą wyemitowano w systemie pay-per-view (PPV) i na WWE Network. Odbyła się ona 24 stycznia w Amway Center w Orlando, Florydzie. Była to dwudziesta dziewiąta gala w chronologii Royal Rumble i piąta w stanie Floryda tuż po edycjach z 1990, 1991, 1995 i 2006.
Na gali, Roman Reigns bronił WWE World Heavyweight Championship w Royal Rumble matchu. Był to pierwszy raz, kiedy panujący mistrz będzie bronił tytułu w samej walce, i drugi raz (po gali z 1992), gdzie tytuł był na szali.
Na evencie odbyło się sześć walk, w tym jedna na pre-show. W walce wieczoru, powracający Triple H wygrał Royal Rumble match eliminując Deana Ambrose’a jako ostatniego, wygrywając WWE World Heavyweight Championship, i stając się trzecią osobą, która wygrała walkę z numerem 30. Broniący mistrzostwa Roman Reigns również został wyeliminowany przez Triple H’a. Podczas tego pojedynku zadebiutował były wieloletni pracownik Total Nonstop Action Wrestling (TNA) A.J. Styles.

## Produkcja

### Przygotowania
Royal Rumble oferowało walki profesjonalnego wrestlingu z udziałem różnych wrestlerów z istniejących oskryptowanych rywalizacji i storyline’ów, które są kreowane na głównych tygodniówkach WWE, Raw i SmackDown. Wrestlerzy byli przedstawiani jako heele (negatywni, źli zawodnicy i najczęściej wrogowie publiki) i face'owie (pozytywni, dobrzy i najczęściej ulubieńcy publiki), gdzie rywalizowali pomiędzy sobą w seriach walk mających w budować napięcie, kulminując w decydującą walkę wrestlerską lub ich serię.

### Rywalizacje

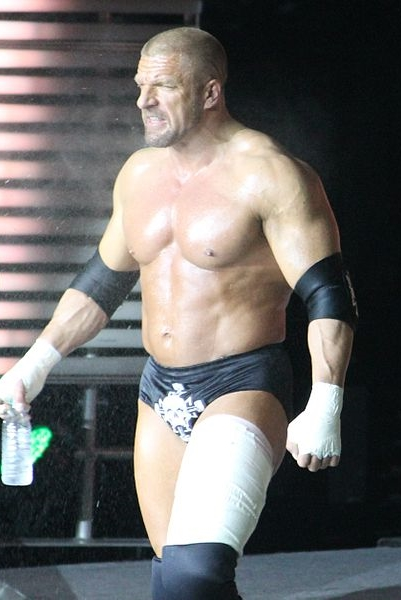
Triple H wygrał Royal Rumble (stając się dwukrotnym zwycięzcą) i WWE World Heavyweight Championship po raz dziewiąty.

Walką wieczoru był coroczny 30-osobowy Royal Rumble match. Tradycyjnie, zwycięzca walki otrzymywał walkę o WWE World Heavyweight Championship na WrestleManii. Jednakże, 4 stycznia 2016 na Raw, Vince McMahon ogłosił, że WWE World Heavyweight Champion Roman Reigns będzie bronił tytułu w walce. Jest to drugi raz (po Royal Rumble z 1992), kiedy to mistrzostwo jest na szali w Royal Rumble matchu.

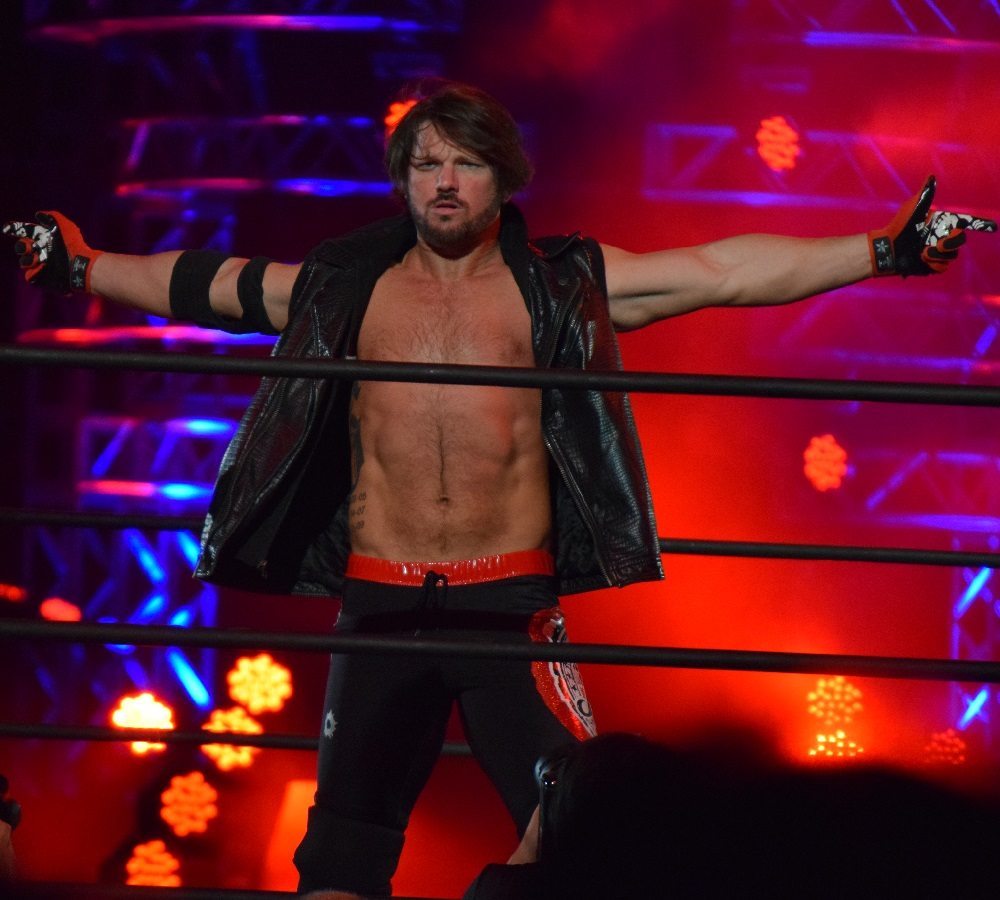
AJ Styles oficjalnie zadebiutował w WWE w Royal Rumble matchu, dołączając z nr. 3.

28 grudnia na Raw, Big Show ogłosił, że weźmie udział w walce. Na początku stycznia, Curtis Axel, Ryback, The Wyatt Family, Dolph Ziggler, Chris Jericho, Stardust i Sheamus zostali dodani do walki. 11 stycznia na Raw, Stephanie McMahon ogłosiła, że Brock Lesnar weźmie udział w walce po tym, jak adwokat Lesnara Paul Heyman twierdził, że Lesnar powinien ominąć walkę i zawalczyć z mistrzem na WrestleManii 32. Podczas odcinka Raw z 18 stycznia, Vince i Stephanie zorganizowali loterię, w której trzy razy „wylosowali” Reignsa jako startującego z nr. 1 w Royal Rumble matchu. 20 stycznia w wywiadzie z Micheaelem Colem dla WWE.com, Kofi Kingston, Big E i Xavier Woods powiedzieli Cole'owi, iż wezmą udział w pojedynku.
Na TLC: Tables, Ladders and Chairs, Dean Ambrose pokonał Kevina Owensa zdobywając WWE Intercontinental Championship. W kolejnych tygodniach, duo brało udział w brawlach, między innymi wykonując slamy poprzez stoły komentatorskie. 7 stycznia na SmackDown, walka pomiędzy Ambrosem i Owensem o Intercontinental Championship zakończyła się podwójnym wyliczeniem. 14 stycznia na SmackDown, Ambrose wyzwał Owensa do Last Man Standing matchu o mistrzostwo na Royal Rumble, co Owens zaakceptował.
7 stycznia na SmackDown, John Cena przedstawił Kalisto jako przeciwnika Alberto Del Rio o United States Championship. Po tym jak Kalisto wygrał z nim walkę, otrzymał drugą walkę, ale tym razem o tytuł, 11 stycznia na Raw. Kalisto pokonał Del Rio i stał się nowym posiadaczem tytułu mistrzostwskiego, lecz stracił tytuł dzień później na SmackDown na rzecz byłego mistrza. 18 stycznia na Raw, ogłoszono kolejny pojedynek pomiędzy tą dwójką o tytuł na Royal Rumble.
4 stycznia na Raw, Becky Lynch pokonała Divas Champion Charlotte w non-title matchu, lecz została przez nią zaatakowana po walce. 7 stycznia na SmackDown, Charlotte, z pomocą jej ojca Rica Flaira, pokonała Lynch, zachowując mistrzostwo. Na kolejnym Raw, Lynch wyzwała Charlotte do kolejnej walki o tytuł na Royal Rumble; pomimo iż Charlotte się nie zgodziła, to Lynch sprowokowała Rica Flaira i zaakceptował on wyzwanie za córkę.
11 stycznia na Raw, The Usos pokonali The New Day. Tydzień później na Raw zostało ogłoszone, że New Day będzie broniło tytułów przeciwko The Usos.
20 stycznia na WWE.com ogłoszono Fatal 4-Way tag team match specjalnie dla Royal Rumble Pre-Showu, w którym biorą udział Darren Young i Damien Sandow, The Dudley Boyz, The Ascension oraz Mark Henry i Jack Swagger, a zwycięzcy otrzymają dwa miejsca w Royal Rumble matchu.

## Komentatorzy
Michael Cole, John „Bradshaw” Layfield i Byron Saxton komentowali galę. Panel ekspertów na pre-show reprezentowali Booker T, Corey Graves i Jerry Lawler.

## Wydarzenia po gali
Na pierwszym Raw po gali, The Authority ogłosiło, że Triple H będzie bronił WWE World Heavyweight Championship na WrestleManii 32 przeciwko zwycięzcy walki wieczoru Fastlane. Później tej samej nocy, Stephanie McMahon ogłosiła skład owej walki wieczoru, w którym zmierzą się Roman Reigns, Dean Ambrose i Brock Lesnar.
8 lutego 2016, Daniel Bryan ogłosił odejście na emeryturę z powodu problemów zdrowotnych i wielokrotnych kontuzji. Większość odcinka Raw, które odbyło się w jego rodzinnym stanie Washington, została poświęcona jego życiu i karierze w WWE. Bryan pojawił się na koniec Raw i powiedział o zakończeniu kariery, dziękując wszystkim i żegnając się.
The Rock powrócił na Raw następnej nocy i przy wygłaszaniu proma w ringu, przerwało mu The New Day, co ostatecznie doprowadziło do ataku Rocka i jego kuzynów The Usos na New Day. 8 lutego na Raw, The Usos i The Dudley Boyz pokonali The New Day i Marka Henry’ego w 8-man tag team matchu. Po walce, Dudley Boyz zaatakowało Usos, przechodząc heelturn.
AJ Styles zadebiutował na Raw następnej nocy i pokonał Chrisa Jericho. Obaj podali sobie ręce po walce, lecz Jericho nie był zadowolony z rezultatu. Po tym jak Styles pokonał The Miza 4 lutego na SmackDown, Jericho wyzwał Stylesa do rewanżu w następnym tygodniu na niebieskiej gali, co Styles zaakceptował. Tydzień później, Jericho pokonał Stylesa, który odniósł pierwszą porażkę w WWE.
Sasha Banks i Becky Lynch zawalczyły ze sobą w walce na Raw, która zakończyła się dyskwalifikacją po tym jak Charlotte zaatakowała obie kobiety. Po tym jak Banks potwierdziła chęć zdobycia Divas Championship i ogłosiła odejście z Team B.A.D., zawalczyła ona w rewanżu z Banks. Zakończył się on ponownie dyskwalifikacją, lecz tym razem Naomi i Tamina z Team B.A.D. zaatakowały obie uczestniczki walki. Po niej, Lynch pomogła Banks przepędzić Naomi i Taminę, potwierdzając faceturn Banks. Również tej samej nocy, Charlotte przegrała w non-title matchu z Brie Bellą, doprowadzając do walki o tytuł pomiędzy nimi dwoma na Fastlane.

## Recenzje
Gala otrzymała w głównej mierze pozytywne opinie, gdzie najwięcej pochwał otrzymały walki z dolnej karty (głównie Last Man Standing match pomiędzy Deanem Ambrosem i Kevinem Owensem), pokazując wzrost poziomu w porównaniu z galami z 2014 i 2015 roku.
Dave Scherer z PWInsider.com napisał, że otwierająca galę walka o Intercontinental Championship była „świetnym spektaklem, związanym z bardzo dobrą psychologią ringową”, dodając „czułem, że oni naprawdę się nienawidzą”. Scherer wspomniał, że tag team match był „zabawny”, a U.S. title match „dobry, jeśli doceniasz lucha libre, w innym wypadku ofensywa Kalisto nie była wiarygodna”. Scherer poczuł się rozczarowany odnośnie do Divas Championship matchu, twierdząc, że „nie była to walka stylowa dla NXT”, i ocenił Rica Flaira wymuszającego pocałunek na Becky Lynch jako „napaść seksualna”. Odnośnie do Royal Rumble matchu, Scherer zanotował, że booking walki wyglądał, jakoby publika miała być przeciwko Romanowi Reignsowi, pisząc, że „Vince myślał, że zabookował walkę, aby ludzie wspierali Reignsa”, lecz „publika z Orlando zrobiła z Triple H'a face'a”. Scherer dodał, że nie był zaskoczony wejściem Triple H’a i wygranej w walce wieczoru.
James Montgomery z Rolling Stone napisał, że „Royal Rumble było rozrywkowym show ze świetnym battle royalem i nie odstającym poziomem resztą karty walk”. Ocenił pierwszą walkę jako „bardzo rozrywkową walkę o tytuł I.C., a tag-team title match jako „kreatywną walkę z kilkoma momentami, lecz mam nadzieję, że sygnalizuje to koniec ich feudu”. Ocenił walkę o tytuł U.S. Jako „bezkompromisową walkę, która miała fałszywe zakończenie”, i chciał, aby panowanie Kalisto jako mistrz nie było przerwane dwa tygodnie temu. Co do Royal Rumble matchu, Montgomery napisał, że „był ot dobry Rumble. Nowe rywalizacje się rozpoczęły, a poprzednie weszły na nowy poziom.” Ocenił debiut AJ Stylesa jako „surrealistyczny” i pochwalił występ Deana Ambrose’a, dodając, że „jego przyszłość jest coraz jaśniejsza z minuty na minutę”. Jednakże, nie spodobało mu się wykorzystanie Brocka Lesnara w walce i dodał, że „zwycięstwo Triple H’a na Royal Rumble może nie wszystkim się podobać”.
James Caldwell z PWTorch.com pochwalił walkę o Intercontinental Championship, pisząc „Cóż za walka. Nieprzerwana walka pokazująca prawdziwość tej rywalizacji” i przyznał jej 4 i ćwierć gwiazdki na pięć. Caldwell dał walce tag-teamowej 2 i ćwierć gwiazdki na pięć, opisując ją jako „walkę, w której nie można patrzeć na New Day jako heelów”. Co do walki o U.S. Championship, dał jej 2 i 3/4 gwiazdki na pięć, dodając, że była to „solidna walka”, zaś Divas Championship match „był niczym wielkim w porównaniu do pojawienia się Sashy Banks”. Caldwell dał walce wieczoru 3 i 3/4 gwiazdki na 5, komentując, że „Rumble zaczęło się bardzo dobrze, po czym poziom trochę opadł w środku walki, a zakończyła z publiką, która nie wiedziała komu kibicować”.
Will Pruett z Pro Wrestling Dot Net ocenił galę jako „zachwycające show od początku do końca”. Royal Rumble match był według niego „bardzo fajny” i „najlepszy od 2010”. Pruett ocenił Triple H’a jako „niespodziewanego herosa” i „protagonistę WWE”. W kontraście, Roman Reigns „nie był właściwym ulubieńcem publiczności”, gdzie „walczył o coś, na czym tylko jemu zależało”. Skrytykował również pomysł, gdzie Reigns czekał około 30 minut na zapleczu podczas walki. Odnośnie do Ambrose’a, Pruett stwierdził, że „był bardzo wypromowany jako czarny koń tego show, który walczył do samego końca” po wygraniu walki otwierającej galę. Debiutujący A.J. Styles „natychmiastowo poczuł się jakby pasował do rosteru”, pomimo że Pruett powiedział, że Styles był od razu mniej ważną gwiazdą niż Reigns, stając się „po prostu jednym ze zwykłych uczestników niczym Sheamus”. Wobec innych walk, Pruett ocenił zwycięstwo Kalisto jako „ważną niespodziankę”, zaś „dywizja kobiet w WWE została ponownie zamazana”.
Pojawiło się jednak kilka krytycznych uwag na temat gali. John Powell ze Slam! Wrestling dał gali 6 na 10 punktów, pokazując swoje rozczarowanie na temat walki wieczoru, która „miała ponownie sfrustrować fanów i zniechęcić do produktu serwowanego przez WWE”. Powell przyznał Royal Rumble matchowi tę samą notę, twierdząc, że „miała swoje momenty”, lecz pojawiło się kilka niespójności takich jak Roman Reigns wracający do walki po ominięciu jej dużej części. Intercontinental title match otrzymał największą ocenę – 8.5 na 10 punktów, z opinią „bardzo brutalnej walki, gdzie Owens i Ambrose atakowali siebie wszystkim co było dookoła”. Walka o tytuły tag team była „standardową, banalną” i dostała 5 na 10; pojedynek o tytuł U.S. „klasycznym pojedynkiem typu David vs. Goliat” z sześcioma punktami, zaś walka o tytuł kobiet jako „zwyczajna ze słabym zakończeniem”, której dano 3 na 10 punktów. Ostatecznie, Powell ocenił debiut AJ Stylesa jako „najważniejszy moment gali”, a także zanotował pozytywną reakcję publiki na Becky Lynch i Damiena Sandowa.
WWE Hall of Famer Bret Hart bardzo krytycznie ocenił całokształt show, oceniając Rumble match jako „jeden z najgorszych w historii”, a całą galę ocenił jako „prawdopodobnie najgorsze Royal Rumble”. Odnośnie do zwycięstwa Triple H’a w Rumble matchu, Hart powiedział „Nie spodobała mi się decyzja, w której Triple H, zaskakująco, zdecydował sobie, że ponownie będzie mistrzem... pokazuje to w mojej opinii brak wyobraźni”.

## Wyniki walk
| Nr                                                                   | Wyniki | Stypulacje                                                         | Czas    |
| -------------------------------------------------------------------- | --- | ------------------------------------------------------------------ | ------- |
| 1P                                                                   | Mark Henry i Jack Swagger pokonali Darrena Younga i Damiena Sandowa, The Dudley Boyz (Bubba Ray Dudley'ego i D-Vona Dudley'ego) oraz The Ascension (Konnora i Viktora) | Fatal 4-Way tag team match o dwa miejsca w Royal Rumble matchu     | 7:58    |
| 2                                                                    | Dean Ambrose (c) pokonał Kevina Owensa | Last Man Standing match o WWE Intercontinental Championship        | 20:21   |
| 3                                                                    | The New Day (Big E i Kofi Kingston) (c) (w/ Xavier Woods) pokonali The Usos (Jimmy’ego Uso i Jeya Uso)                                                                 | Tag team match o WWE Tag Team Championship                         | 10:53   |
| 4                                                                    | Kalisto pokonał Alberto Del Rio (c) | Singles match o WWE United States Championship                     | 11:30   |
| 5                                                                    | Charlotte (c) (w/ Ric Flair) pokonała Becky Lynch | Singles match o WWE Divas Championship                             | 11:41   |
| 6                                                                    | Triple H wygrał eliminując jako ostatniego Deana Ambrose’a | 30-osobowy Royal Rumble match o WWE World Heavyweight Championship | 1:01:44 |
| (c) – mistrz/mistrzyni przed walkąP – walka miała miejsce w pre-show | |                                                                    |         |

### Wejścia i eliminacje w Royal Rumble matchu
| Nr. wejściowy | Uczestnik        | Nr. eliminacji | Wyeliminowany przez                               | Czas  | Eliminacje |
| ------------- | ---------------- | -------------- | ------------------------------------------------- | ----- | ---------- |
| 1             | Roman Reigns (c) | 28             | Triple H’a                                        | 59:48 | 5          |
| 2             | Rusev            | 1              | Romana Reignsa                                    | 1:30  | 0          |
| 3             | AJ Styles        | 11             | Kevina Owensa                                     | 28:58 | 2          |
| 4             | Tyler Breeze     | 2              | AJ Stylesa i Romana Reignsa                       | 1:18  | 0          |
| 5             | Curtis Axel      | 3              | AJ Stylesa                                        | 1:30  | 0          |
| 6             | Chris Jericho    | 26             | Deana Ambrose’a                                   | 51:20 | 1          |
| 7             | Kane             | 9              | Brauna Strowmana                                  | 19:07 | 1          |
| 8             | Goldust          | 4              | Titusa O’Neila                                    | 6:18  | 0          |
| 9             | Ryback           | 8              | Big Showa                                         | 12:37 | 0          |
| 10            | Kofi Kingston    | 6              | Chrisa Jericho                                    | 8:26  | 0          |
| 11            | Titus O’Neil     | 7              | Big Showa                                         | 9:06  | 1          |
| 12            | R-Truth          | 5              | Kane’a                                            | 0:59  | 0          |
| 13            | Luke Harper      | 19             | Brocka Lesnara                                    | 24:16 | 4          |
| 14            | Stardust         | 14             | Luke’a Harpera                                    | 14:12 | 0          |
| 15            | Big Show         | 10             | Brauna Strowmana                                  | 4:58  | 2          |
| 16            | Neville          | 13             | Luke’a Harpera                                    | 10:17 | 0          |
| 17            | Braun Strowman   | 20             | Brocka Lesnara                                    | 18:01 | 5          |
| 18            | Kevin Owens      | 12             | Samiego Zayna                                     | 4:58  | 1          |
| 19            | Dean Ambrose     | 29             | Triple H’a                                        | 29:57 | 1          |
| 20            | Sami Zayn        | 16             | Brauna Strowmana                                  | 4:55  | 1          |
| 21            | Erick Rowan      | 17             | Brocka Lesnara                                    | 4:35  | 2          |
| 22            | Mark Henry       | 15             | Brauna Strowmana, Luke’a Harpera i Ericka Rowana  | 0:47  | 0          |
| 23            | Brock Lesnar     | 21             | Brauna Strowmana, Luke’a Harpera i Ericka Rowana* | 9:31  | 4          |
| 24            | Jack Swagger     | 18             | Brocka Lesnara                                    | 0:29  | 0          |
| 25            | The Miz          | 22             | Romana Reignsa                                    | 8:55  | 0          |
| 26            | Alberto Del Rio  | 23             | Romana Reignsa                                    | 7:02  | 0          |
| 27            | Bray Wyatt       | 25             | Triple H’a i Sheamusa                             | 11:25 | 0          |
| 28            | Dolph Ziggler    | 24             | Triple H’a                                        | 7:10  | 0          |
| 29            | Sheamus          | 27             | Romana Reignsa                                    | 8:46  | 1          |
| 30            | Triple H         | -              | Zwycięzca                                         | 9:03  | 4          |

(*) – Strowman, Harper i Rowan powrócili do ringu po byciu wyeliminowanym, by wyrzucić Lesnara